# Stanisław Mieszkowski

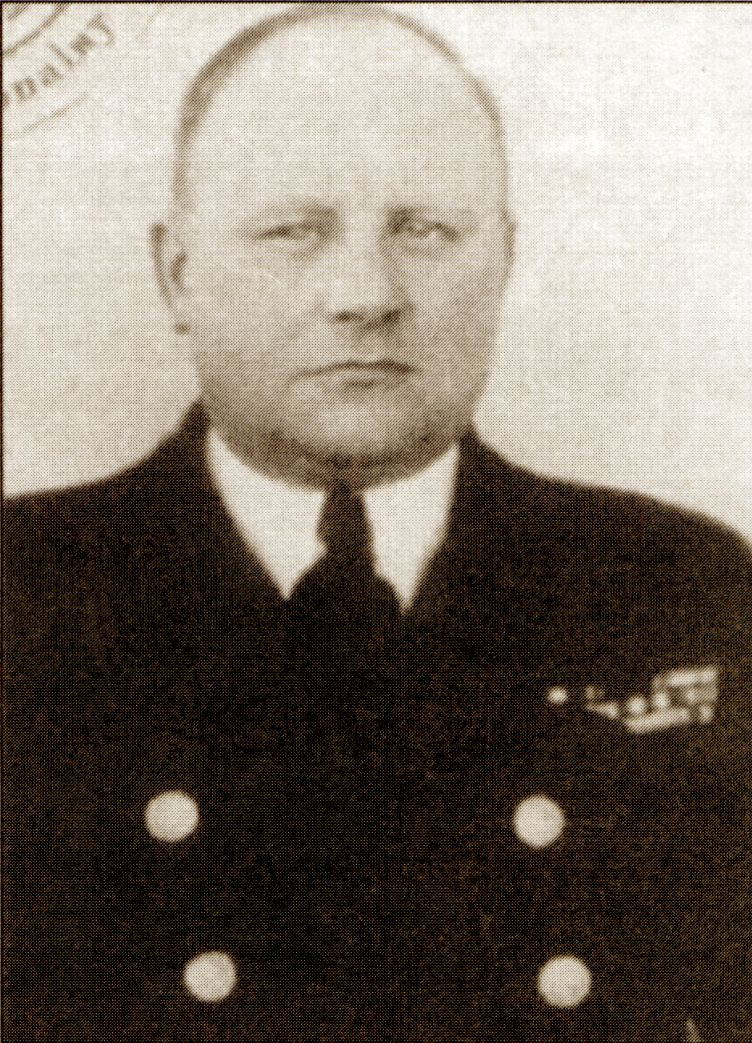
Stanisław Mieszkowski

Stanisław Mieszkowski (geb. 17. Juni 1903 in Piotrków Trybunalski; gest. 16. Dezember 1952 in Warschau) war ein polnischer Marineoffizier.

## Lebensweg

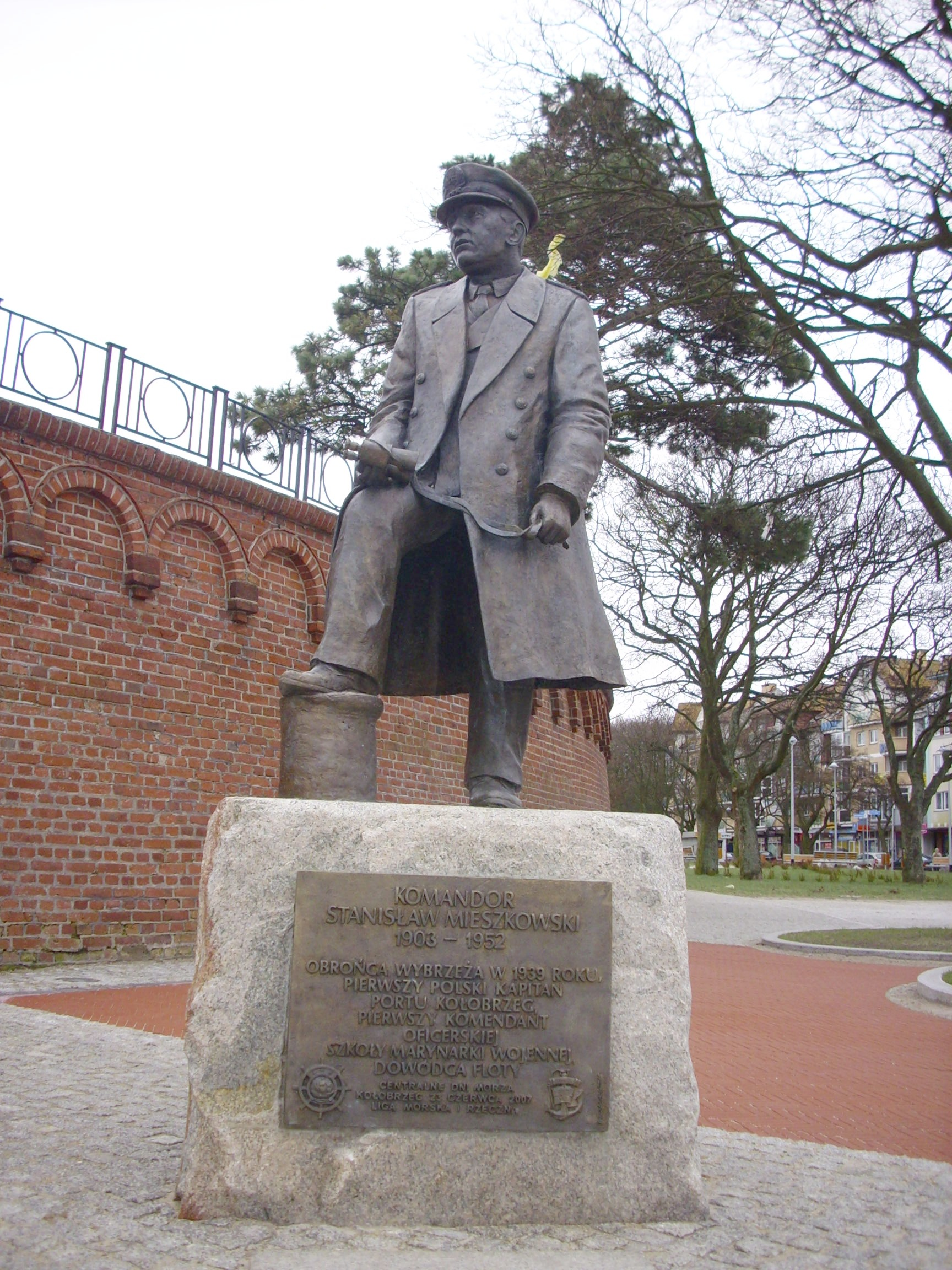
Mieszkowski-Statue von Romuald Wisniewski in Kołobrzeg

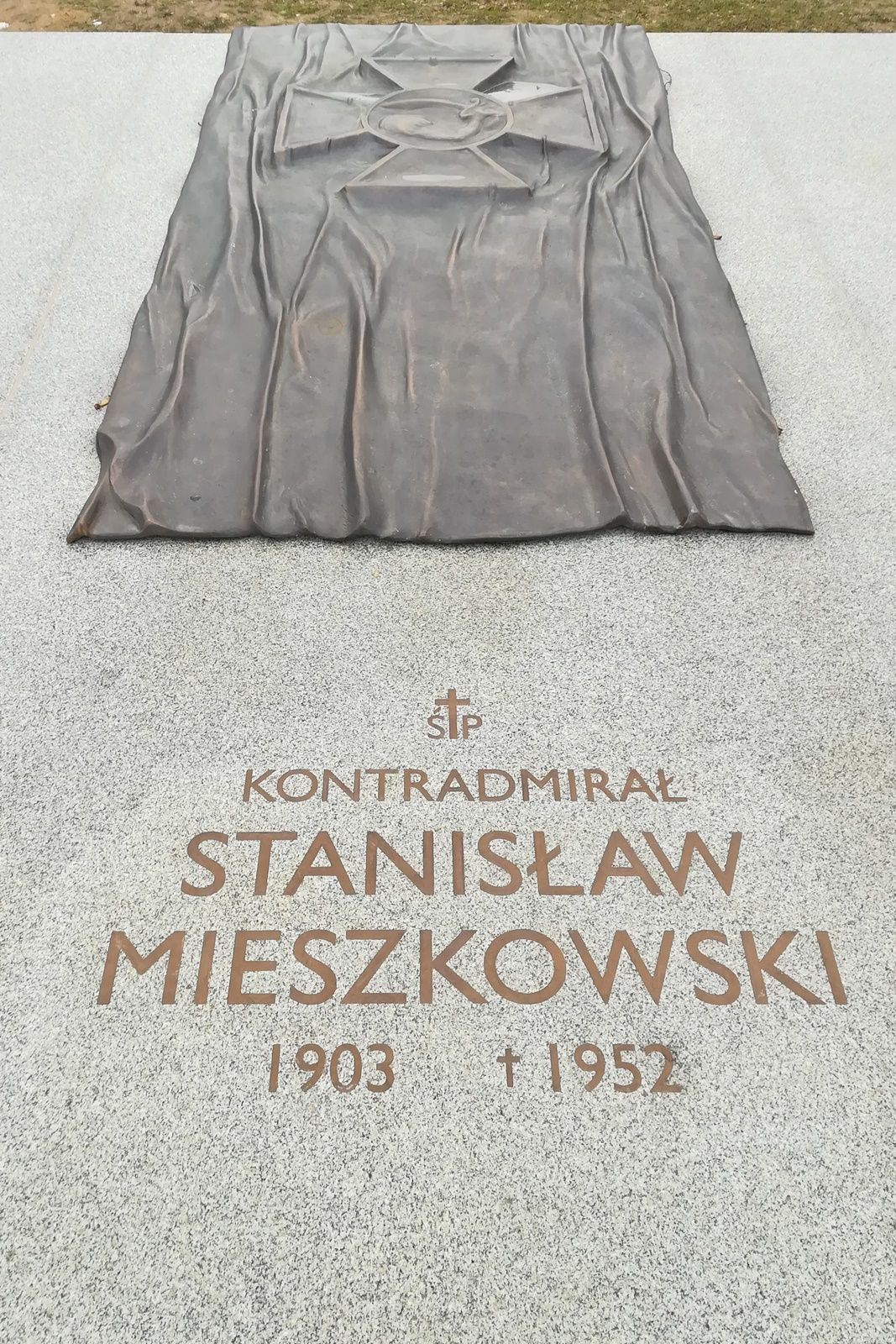
Gedenkstein für Konteradmiral Stanisław Mieszkowski (1903–1952) auf dem Marine-Friedhof in Gdynia (Gdingen)

Nach Abschluss seiner Offiziersausbildung bei der polnischen Marine und an der französischen Marineakademie (École navale) diente Mieszkowski in verschiedenen Verwendungen in der polnischen Kriegsmarine. Im polnisch-sowjetischen Krieg von 1919 bis 1921 befehligte Mieszkowski eine Gruppe von Kanonenbooten, die schließlich versenkt wurden. Mieszkowski beteiligte sich nach dem deutschen Überfall auf Polen im Jahr 1939 an der Verteidigung der Halbinsel Hel im befestigten Gebiet Hela gegen die deutsche Wehrmacht. Am 2. Oktober 1939, nach der Kapitulation der polnischen Hel-Besatzung, geriet er in deutsche Kriegsgefangenschaft. Zeitweise war er in Gefangenschaft im Oflag X-B in Nienburg/Weser. Nach dem Ende des Zweiten Weltkriegs kam er aus deutscher Kriegsgefangenschaft frei. 
Am 8. Juni 1945 wurde Mieszkowski erster polnischer Hafenkapitän von Kołobrzeg (Kolberg). Unter seiner Leitung wurden die Minen in den Hafengewässern geräumt und die Fischereiflotte wieder aufgebaut. Er war auch an der Wiederaufbau-Planung für den Kolberger Hafen beteiligt. Anfang 1946 wurde Mieszkowski zum aktiven Dienst bei der polnischen Marine einberufen. Von 1946 bis 1949 war er Organisator und erster Kommandeur der Marine-Offiziersschule in Gdynia (Gdingen) sowie Chef des Generalstabs der Marine und Kommandant der polnischen Flotte. 
Am 20. Oktober 1950 wurde er mit sieben weiteren Marineoffizieren von polnischen Behörden unter dem Vorwurf der Spionage und Verschwörung verhaftet. Am 21. Juli 1952 verurteilte ihn das Oberste Militärgericht in Warschau unter dem Vorsitz von Piotr Parzeniecki zum Tode. Das Todesurteil gegen Stanisław Mieszkowski wurde am 16. Dezember 1952 in Warschau im Gefängnis von Mokotów vollstreckt. Sein Begräbnisort blieb jahrelang unbekannt. 
1956, nach dem Tode Josef Stalins, wurde Mieszkowski im so genannten „Polnischen Oktober“ rehabilitiert. Mieszkowskis sterbliche Überreste wurden bei Nachforschungen in den Jahren 2014 bis 2016 auf dem Powązki-Militärfriedhof in Warschau entdeckt. Am 22. Januar 2016 wurde Mieszkowski postum zum Konteradmiral ernannt. Seine Gebeine wurden umgebettet und am 17. Dezember 2017 auf dem Marinefriedhof in Oksywie beigesetzt.

## Ehrungen
- am 29. Juli 2003 wurde ein Platz am Kolberger Hafen nach Kommandant Stanisław Mieszkowski benannt
- am 23. Juni 2007 wurde ein von Romuald Wisniewski geschaffenes Denkmal von Stanisław Mieszkowski direkt am alten Leuchtturm von Kolberg errichtet